# پورکویل
پورکویل (انگلیسی: Purquil, بنگالی: পুরকুইল) یک منطقهٔ مسکونی در بنگلادش است که در کاسبا واقع شده‌است. پورکویل ۶۵۰ نفر جمعیت دارد.